# Spinning Around
"Spinning Around" је денс поп песма аустралијске певачице Кајли Миног. Објављена је као најавни сингл за њен шести студијски албум Light Years 19. јуна 2000. године. у издању дискографских кућа Парлофон.

## Информација
Песму је продуцирао Мајк Спенсер, а написали Ира Шикхман, Осборн Бингхам, Кара ДиоГуарди и Паула Абдул. Песма била је намењена повратном албуму Пауле Абдул. Како се албум никад није остварио, песма је поклоњена Миног. Песма је постигла светски успех, доспијевајући на висока места на листама многих земаља. Вратила ју је у њен поп звук којим се прославила.
Можда највише очекивано издање њене каријере, сингл "Spinning Around" добио је златни статус у Аустралији пре него што је албум издат. Први сингл са Миног албума Light Years, вратио ју је на врхове лествица, чак је дебитовао на првом месту у Уједињеном Краљевству и Аустралији. У Великој Британији продато је 245.000 примерака сингла, те је примио сребрну сертификацију.

## Видеоспот
Видео-спот за пјесму, који приказује Миног како плеше у ноћном клубу у златним врућим панталоницама, постао је тема велике телевизијске ротације.

## Листа песама
Британски CD 1
1. "Spinning Around" — 3:28
2. "Spinning Around" (Sharp Vocal Mix) — 7:04
3. "Spinning Around" (7th Spinnin' Dizzy Dub) — 5:23
4. "Spinning Around" (Видео-спот)

Британски CD 2
1. "Spinning Around" — 3:28
2. "Cover Me with Kisses" — 3:08
3. "Paper Dolls" — 3:34

Еуропски CD 1
1. "Spinning Around" — 3:28
2. "Cover Me with Kisses" — 3:08
3. "Paper Dolls" — 3:34
4. "Spinning Around" (Sharp Vocal Mix) — 7:04
5. "Spinning Around" (Видео-спот)